# Natsuo Yamaguchi
Natsuo Yamaguchi (山口 那津男, Yamaguchi Natsuo) est un homme politique japonais né le 12 juillet 1952. Conseiller du Japon depuis 2001, il préside son parti politique, le Kōmeitō, de 2009 à 2024.

## Biographie
Yamaguchi est né à Nakaminato (désormais Hitachinaka) dans la préfecture d’Ibaraki. Après être sorti du lycée préfectoral no 1 de Mito, il suit ses études de droit à l’université de Tokyo. Il passe l'examen du barreau en 1979 et, après les trois années obligatoires de formation lors desquelles il côtoie notamment Keiko Chiba ou Sadakazu Tanigaki, il devient avocat au barreau de Tokyo en 1982. En 1988, il intègre la chambre des investigations de la Fédération japonaise des barreaux. 
En 1990, il se lance dans la campagne pour les élections législatives du 18 février sous les couleurs du Kōmeitō, parti centriste d'inspiration bouddhiste liée à l'organisation Sōka Gakkai, à l'invitation de Takenori Kanzaki. Il est alors élu à la Chambre des représentants, la chambre basse de la Diète du Japon (ou Parlement) pour l'ancien 10e district de Tokyo (soit les arrondissements d'Adachi, Katsushika et Edogawa) au vote unique non transférable, en obtenant le 3e score sur 13 candidats et pour 5 sièges à pourvoir (139 516 voix, 18,7 %). Il est réélu aux élections législatives du 18 juillet 1993, cette fois-ci avec le meilleur score (126 772 votes, 18,1 %). Comme les autres membres du Kōmeitō, il fait partie d'une vaste coalition de sept partis qui gouverne de 1993 à 1994 puis rejoint, de 1994 à 1997, le Parti de la nouvelle frontière (PNF ou Shinshintō), mouvement réformiste qui est alors la principale force d'opposition à la Grande coalition formée entre le Parti libéral-démocrate (PLD, droite conservatrice, au pouvoir sans discontinuer de sa création en 1955 à 1993 et à partir de 1994), le Parti socialiste japonais (PSJ, gauche sociale-démocrate, principal mouvement d'opposition de 1948 à 1993) et le Nouveau parti pionnier (ou Nouveau parti Sakigake NPS, centriste libéral et progressiste). Après l'éclatement du Shinshintō à la fin de l'année 1997, un Nouveau Kōmeitō est vite reformé le 7 novembre 1998. Il devient un allié traditionnel du PLD à partir de 1999.
Natsuo Yamaguchi est battu en tant que candidat du Shinshintō au scrutin uninominal majoritaire à un tour dans le nouveau 17e district de Tokyo (l'arrondissement de Katsushika et le nord de celui d'Edogawa) aux élections législatives du 20 octobre 1996 (arrivant en deuxième position sur six candidats avec 63 732 voix et 29,4 % des suffrages exprimés, derrière le libéral-démocrate Katsuei Hirasawa) puis sous l'étiquette du Nouveau Kōmeitō au scrutin suivant du 25 juin 2000 (toujours deuxième, parmi quatre candidats, 74 633 votes, 29,4 % à nouveau, battu une nouvelle fois par Katsuei Hirasawa du PLD). Le 29 juillet 2001, il est élu à la Chambre des conseillers, la chambre haute de la Diète, au vote unique non transférable dans la circonscription correspondant à l'ensemble de la métropole de Tokyo, obtenant le deuxième résultat parmi quinze candidats et pour quatre sièges à pourvoir, avec 881 314 voix (17,5 %). Il est réélu le 29 juillet 2007, toujours deuxième sur vingt postulants et cinq élus, avec 794 936 voix (13,5 %).
En août 2008, le président du Nouveau Kōmeitō Akihiro Ōta le nomme au sein de sa direction, au poste de président du Conseil de Recherche politique (numéro quatre du parti après son président, sa présidente déléguée Toshiko Hamayotsu et son secrétaire général Kazuo Kitagawa, il est tout particulièrement chargé d'élaborer le programme politique). À la suite de la lourde défaite du Nouveau Kōmeitō lors des élections des représentants du 30 août 2009 (perdant l'ensemble de ses circonscriptions et ne retombant qu'à 21 députés contre 31 auparavant), le président du parti Akihiro Ōta démissionne et Yamaguchi est élu nouveau président le 8 septembre 2009. Il s'agit alors de la deuxième force d'opposition à la nouvelle majorité dominée par le Parti démocrate du Japon (PDJ, centre gauche social-libéral). Il coordonne alors ses actions à la Diète avec le PLD de son ancien condisciple Sadakazu Tanigaki. Yamaguchi est réélu à la présidence du parti, sans concurrent, en septembre 2010,  en septembre 2012 et en septembre 2014. En septembre 2024, après qu'il a renoncé à se présenter une nouvelle fois, il est remplacé à la tête du Kōmeitō par Keiichi Ishii.